# 古賀久美子
古賀 久美子（こが くみこ、1968年4月11日 - ）は、東京MXテレビ（TOKYO MX）報道局報道部担当部長、アナウンサー。

## 人物・経歴
宮崎県宮崎市出身。身長155cm。慶應義塾大学法学部政治学科を卒業後、広島ホームテレビのアナウンサーとして入社。その後、設立当初から東京MXテレビ報道制作局報道制作部（現・報道局報道部）映像記者として移籍。広島時代の縁で、広島東洋カープのファン。
宝塚歌劇団のインタビュー番組『TAKARAZUKAカフェブレーク』の進行役や『TOKYOアフタヌーンサプリ』のキャスターなどを歴任。その後は『TOKYO MX NEWS』のアンカー、東京都議会中継ナレーションなどを務めている。TOKYO MXの報道特別番組ではアンカーパーソンを務めることも多かった。
2007年12月に結婚を発表。 2009年3月から出産準備のため産休入りし、同年5月1日に第1子（長男）を出産。41歳での初産、高齢出産となった。
2010年秋までに職場復帰。同年10月1日放送の『IJP イジュウインパーク』において番組レギュラー陣が着用しているTシャツ姿で登場した。このほか、番組宣伝や事業告知などでアナウンスや登場したりナレーションすることもある。2012年4月からは『TOKYO MX NEWS』に報道記者として頻繁にリポートや記者解説での出演などで、本格的に画面復帰していた。
2011年10月に同僚アナウンサーだった田野辺実鈴が退社するなどの局内事情もあり、職場復帰後は報道記者として活動。
2012年9月までにTOKYO MX公式HPからプロフィール・ブログが削除される（その後キャスターのHPそのものが廃止）。総務部経理部副部長を経て、2018年7月より経理部担当部長。2025年6月1日の定期人事異動で十数年ぶりに報道局報道部に復帰し、同月4日からはアナウンサーとしても復帰した。

## 過去の出演番組
- 「TAKARAZUKAカフェブレーク」
- 「TOKYOアフタヌーンサプリ」
- 「TOKYO MX NEWS」（キャスター → 記者として不定期出演）
- 「東京都議会中継」
- 「莫邦富のほっとBiz中国」